# Brucepattersonius paradisus
El hocicudo enano brilloso (Brucepattersonius paradisus) es una especie de roedor del género Brucepattersonius de la familia Cricetidae. Habita en el nordeste del Cono Sur de Sudamérica.

## Taxonomía
Esta especie fue descrita originalmente en el año 2000 por los mastozoólogos estadounidenses Michael A. Mares y Janet K. Braun.
Localidad tipo
La localidad tipo referida es: ruta provincial 2 en el cruce con el arroyo Paraíso, departamento Guaraní, provincia de Misiones, nordeste de la Argentina. La altitud del lugar de captura es de 197 m s. n. m. Se localiza justo en el borde de un área protegida, la reserva de la biosfera Yabotí, próximo al parque provincial Moconá.
Esta especie es conocida sólo de un único ejemplar. el que resultara asignado como holotipo, el cual se recogió en una zona rocosa cubierta por selva perturbada, 6 m sobre la ladera del arroyo.
Etimología
El término específico es un topónimo que refiere al curso fluvial junto al cual fue colectado el ejemplar tipo, el arroyo Paraíso.

## Conservación
Según la organización internacional dedicada a la conservación de los recursos naturales Unión Internacional para la Conservación de la Naturaleza (IUCN), al haber muy poca información sobre su distribución, población total y sus requisitos ecológicos, la clasificó como una especie con: “Datos insuficientes” en su obra: Lista Roja de Especies Amenazadas.